# Ángel de las Heras
Ángel de las Heras Díaz (Toledo, 19 luglio 1957) è un ex ciclista su strada spagnolo.

## Palmarès
- 1980 (dilettanti)

? tappa Vuelta a Segovia
- 1982 (Kelme, una vittoria)

5ª tappa Vuelta a Burgos
- 1983 (Kelme, una vittoria)

Classifica generale Vuelta a Burgos

## Piazzamenti

### Grandi Giri
- Giro d'Italia

1987: 45º
- Vuelta a España

1981: 16º
1983: 20º
1984: 24º
1985: 22º
1987: 43º